# Podilymbus
Genre
Le genre Podilymbus comprend deux espèces de grèbes américains.

## Liste des espèces
D'après la classification de référence (version 14.1, 2024) de l'Union internationale des ornithologues, il y a 2 espèces (dont 1 éteinte) du genre Podilymbus (ordre philogénique) :
- Podilymbus podiceps (Linnaeus, 1758) – Grèbe à bec bigarré ;
- † Podilymbus gigas Griscom, 1929 – Grèbe de l'Atitlan.